# Fekete álszajkó
A fekete álszajkó (Melanocichla lugubris) a madarak osztályának verébalakúak (Passeriformes) rendjébe és a timáliafélék (Timaliidae) családjába tartozó faj.

## Rendszerezése
A fajt Salomon Müller német ornitológus írta le 1835-ben, a Timalia nembe Timalia lugubris néven. Besorolása vitatott, egyes szervezetek a Leiothrichidae családjába és a Garrulax nembe sorolják Garrulax lugubris néven.

## Előfordulása
Délkelet-Ázsiában, a Maláj-félszigeten és Szumátra szigetén, Indonézia, Malajzia és Thaiföld területén honos. Természetes élőhelyei a szubtrópusi és trópusi síkvidéki és hegyi esőerdők. Állandó, nem vonuló faj.

## Megjelenése
Testhossza 27 centiméter.

## Életmódja
Rovarokkal és pókokkal táplálkozik.

## Természetvédelmi helyzete
Az elterjedési területe nagy, egyedszáma ugyan csökken, de még nem éri el a kritikus szintet. A Természetvédelmi Világszövetség Vörös listáján nem fenyegetett fajként szerepel.